# Vierkoningen
Vierkoningen is een fictieve stad uit de boekencyclus Het Rad des Tijds van de schrijver Robert Jordan.
Vierkoningen is een kleine stad uit Andor die enkele span ten westen van Caemlin ligt. Vierkoningen ontleent haar naam aan de Oorlog van de Honderd Jaren, toen op die locatie de Andoraanse koningin Maragain de samengevoegde legers van 4 koningen versloeg. De economie van Vierkoningen draait rondom de verschillende tavernee's, die onderdak bieden aan reizigers naar Caemlin.
Locaties: Baerlon · Caemlin · Emondsveld · Mistbergen · Shadar Logoth · Tweewater · Vierkoningen · Wittebrug